# Jean Letourneau
Pour les articles homonymes, voir Létourneau.
Jean Letourneau est un homme politique français, né le 18 septembre 1907 au Lude (Sarthe) et mort à Paris le 16 mars 1986.

## Biographie
Licencié en droit de l’Université de Paris, il adhère en 1933 au Parti démocrate populaire (PDP) dont il sera, en 1936, membre du comité directeur. En 1943, il entre dans la clandestinité et se rapproche de Georges Bidault, président du Conseil national de la Résistance où il représente le PDP.
En 1944, il est directeur de la presse au ministère de l’Information. Membre du comité directeur du Mouvement républicain populaire (MRP) dès sa création, il est élu député de la Sarthe aux deux Assemblées constituantes puis est réélu, le 10 novembre 1946, député de la Sarthe à l’Assemblée nationale ou il siégera jusqu’en 1956.
Après la mort du général Jean de Lattre de Tassigny en janvier 1952, il cumule son portefeuille de ministre chargé des États associés avec le poste de Haut-Commissaire en Indochine. Letourneau sera impliqué dans le scandale des piastres,,.
Il est maire de Chevillé de 1954 à 1962 et conseiller général du canton de Brûlon de 1952 à 1963. Brièvement membre de l'Assemblée de l’Union Française (1956-1958), il se consacre ensuite aux affaires et se retire définitivement de la vie publique.
Il exerce enfin la fonction de président de l'Amicale du MRP jusqu'à sa mort.

## Fonctions gouvernementales
- Ministre des PTT du gouvernement Félix Gouin (du 26 janvier au 24 juin 1946)
- Ministre des PTT du gouvernement Georges Bidault (1) (du 24 juin au 16 décembre 1946)
- Ministre du Commerce du gouvernement Paul Ramadier (1) (du 22 janvier au 11 août 1947)
- Ministre de la Reconstruction et de l'Urbanisme du gouvernement Paul Ramadier (1) (du 9 mai au 22 octobre 1947)
- Secrétaire d'État à la Reconstruction et à l'Urbanisme du gouvernement Paul Ramadier (2) (du 31 octobre au 24 novembre 1947)
- Ministre de la France d'Outre-mer du gouvernement Georges Bidault (2) (du 29 octobre 1949 au 2 juillet 1950)
- Ministre d'État chargé de l'Information du gouvernement Henri Queuille (2) (du 2 au 12 juillet 1950)
- Ministre d'État chargé des Relations avec les États associés du gouvernement René Pleven (1) (du 12 juillet 1950 au 10 mars 1951)
- Ministre d'État chargé des Relations avec les États associés du gouvernement Henri Queuille (3) (du 10 mars au 11 août 1951)
- Ministre d'État chargé des Relations avec les États associés du gouvernement René Pleven (2) (du 11 août 1951 au 20 janvier 1952)
- Ministre d'État chargé des Relations avec les États associés du gouvernement Edgar Faure (1) (du 20 janvier au 8 mars 1952)
- Ministre d'État chargé des Relations avec les États associés du gouvernement Antoine Pinay (du 8 mars 1952 au 8 janvier 1953)
- Ministre des Relations avec les États associés du gouvernement René Mayer (du 8 mars au 28 juin 1953)

## Décorations
Médaille de la Résistance française, avec rosette
- Commandeur de l'ordre du Mérite commercial, ex officio en tant que ministre du Commerce et président du conseil de l'ordre (1947)[6]